# エドワード・ハワード (第9代ノーフォーク公)
第9代ノーフォーク公エドワード・ハワード（英語: Edward Howard, 9th Duke of Norfolk、1686年6月5日 - 1777年9月20日）は、イギリスの貴族。

## 経歴
1686年6月5日に第6代ノーフォーク公爵ヘンリー・ハワードの次男トマス・ハワード卿とその妻エリザベス（旧姓サヴィル）の次男として生まれる。兄に第8代ノーフォーク公爵位を継承するトマスがいる。
1715年ジャコバイト蜂起の際に関与を疑われて大逆罪で裁判にかけられたが、兄の8代ノーフォーク公のおかげで釈放されたという。しかし1722年に再度ジャコバイトとの関与を疑われて彼も兄も逮捕されて6か月投獄された。
1732年の兄の死により爵位を継承した。
1777年9月20日に子供のないまま死去した。これにより保有爵位のうち祖父の代に創設されたノーリッジ伯とライジング城のハワード男爵は廃絶し、また議会召集令状（男子なき場合に姉妹間に優劣のない女系継承が行われる）による爵位であるファーニヴァル男爵、タルボット男爵、ブラックミアのストレンジ男爵、モウブレー男爵、セグレイヴ男爵は彼の弟フィリップの娘たちの間で優劣を決められず、停止（abeyance）となった。それ以外の爵位は祖父の弟の孫にあたるチャールズ・ハワードに継承された。

## 爵位
1732年12月23日の兄トマスの死により以下の爵位を継承した。
- 第9代ノーフォーク公爵 (9th Duke of Norfolk)
(1483年6月28日の勅許状によるイングランド貴族爵位)
- 第27代アランデル伯爵 (27th Earl of Arundel)
(1138年頃創設のイングランド貴族爵位)
- 第10代サリー伯爵 (10th Earl of Surrey)
(1483年6月28日の勅許状によるイングランド貴族爵位)
- 第7代ノーフォーク伯爵 (7th Earl of Norfolk)
(1644年6月6日の勅許状によるイングランド貴族爵位)
- 第4代ノーリッジ伯爵（英語版） (4th Earl of Norwich)
(1672年10月19日の勅許状によるイングランド貴族爵位)
- 第20代モウブレー男爵 (20th Baron Mowbray)
(1283年の議会招集令状（英語版）によるイングランド貴族爵位)
- 第21代セグレイヴ男爵 (21st Baron Segrave)
(1295年の議会招集令状によるイングランド貴族爵位)
- 第18代ファーニヴァル男爵（英語版） (18th Baron Furnivall)
(1295年6月24日の議会招集令状によるイングランド貴族爵位)
- ブラックミアの第22代ストレンジ男爵 (22nd Baron Strange of Blackmere)
(1308年3月4日の議会招集令状によるイングランド貴族爵位)
- 第17代マルトレイヴァース男爵 (17th Baron Maltravers)
(1330年6月5日の議会召集令状によるイングランド貴族爵位。1627年議会法によりアランデル伯位に付随)
- 第19代タルボット男爵（英語版） (19th Baron Talbot)
(1331年1月27日の議会招集令状によるイングランド貴族爵位)
- 第7代フィッツアラン＝クラン＝オズワルデスタ男爵 (7th Baron FitzAlan, Clun and Oswaldestre)
(1627年の議会法によるイングランド貴族爵位。1627年議会法によりアランデル伯位に付随)
- ライジング城の第4代ハワード男爵 (4th Baron Howard of Castle Rising)
(1669年3月27日の勅許状によるイングランド貴族爵位)

## 家族
1727年にエドワード・ブロウントの娘
メアリー・ブロウントと結婚したが、子供はなかった。また南太平洋にあるオーストラリア領ノーフォーク島の島名はノーフォーク公夫人であった、彼女に対する敬意から名付けられた。